# 御船美智子
御船 美智子（みふね みちこ、1953年（昭和28年）3月 - 2009年（平成21年）2月11日）は、日本の経済学者。専門は家庭経済学。元お茶の水女子大学教授。

## 略歴
静岡県浜名郡生まれ。1975年お茶の水女子大学家政学部卒。1980年一橋大学大学院経済学研究科博士課程単位修得満期退学。共立女子大学専任講師、お茶の水女子大学生活科学部助教授、教授、大学院人間文化創成科学研究科教授、生活科学部長。1996年家計経済研究所家計研賞奨励賞受賞。消費者庁国民生活審議会、政府税制調査会委員、財務省関税・外国為替等審議会委員、東京都消費生活対策審議会委員。
2009年2月11日、膵臓癌のため死去。

## 著書
- 『家庭生活の経済 生活者の視点から経済を考える』放送大学教育振興会、1996
- 『生活者の経済』放送大学教育振興会、2000

### 共編著
- 『現代社会の生活経営』上村協子共編著 光生館、2001
- 『生活経済論』馬場紀子、宮本みち子共著 有斐閣アルマ、2002
- 『消費者科学入門』編著 光生館、2006
- 『家計研究へのアプローチ 家計調査の理論と方法』家計経済研究所共編 ミネルヴァ書房、2007